# Strikeforce
Strikeforce è stata un'organizzazione statunitense di kickboxing e di arti marziali miste con base a San Jose. Presidente dell'organizzazione era Scott Cocker mentre la proprietà apparteneva alla Zuffa.
Attiva nella kickboxing dal 1985 e nelle MMA dal 2006, nel 2013 cessò la propria attività venendo incorporata nella promozione rivale di MMA UFC.
Nei suoi ultimi anni di vita Strikeforce era ampiamente considerata la promozione di MMA più importante al mondo dopo l'UFC, e molti dei suoi atleti sono poi diventati top fighter, contendenti e campioni in UFC.

## Storia
La Strikeforce fu fondata come una organizzazione di kickboxing ma dal 2006 cominciò ad ospitare eventi di MMA con l'evento Strikeforce: Shamrock vs. Gracie tenutosi il 10 marzo 2006, al HP Pavilion a San Jose (California). L'evento fu il primo sanzionato di MMA in California, e detenne per lungo periodo il record di spettatori live.
Nel febbraio 2008, la Strikeforce fece il suo primo evento fuori dalla California con Strikeforce: At The Dome Al Tacoma Dome a Tacoma (Washington).
Nel marzo 2008, Strikeforce siglò un contratto con NBC per mandare in onda gli highlist degli incontri e i profili dei loro fighters, sotto il nome di Strikeforce on NBC. A partire dal febbraio 2009, la Strikeforce acquistò parecchie attività, come una video-libreria e pose sotto contratto parecchi fighter di alto livello, inclusi Nick Diaz, Jake Shields, Robbie Lawler e Scott Smith dalla ProElite. Pochi giorni dopo annunciò anche la stipulazione di un contratto triennale con Showtime per 16 eventi all'anno.
Nel 2011 si tenne lo Strikeforce Heavyweight Tournament, un torneo ad 8 partecipanti che si proponeva l'obbiettivo di eleggere il miglior peso massimo al mondo, tra i partecipanti i favoriti erano visti Fedor Emilianenko (nonostante la recente sconfitta) Fabrício Werdum e Alistair Overeem(campione in carica dei pesi massimi). Era anche molto atteso il ritorno di Josh Barnett. Fedor fu eliminato al primo turno a sorpresa da Antônio Silva che dopo due round di dominio avendo sottoposto l'atleta russo ad un pesantissimo ground and pound in più occasioni, obbligò l'arbitro a fermare l'incontro alla fine del 2º round per stop medico. Scott Cocker ritenne però che Fedor sarebbe potuto rientrare in seguito come riserva del torneo.
Sempre nel 2011 in un'intervista Dana White fece un'importante rivelazione, dichiarando che la Zuffa aveva di recente acquistato la compagnia Strikeforce, annunciando che però nei fatti non sarebbe cambiato nulla per i successivi 2 anni in quanto la Strikeforce aveva già stipulato dei contratti per i diritti televisivi che andavano rispettati. Nonostante questa dichiarazione appena pochi giorni dopo l'acquisto della compagnia furono legalizzate le gomitate al volto di un avversario atterrato, un cambiamento sostanziale che rende gli incontri più simili a quelli che è possibile osservare in UFC forse allo scopo di preparare i lottatori per una futura transazione. È stato però chiaramente annunciato che prima dei due anni sarà impossibile assistere a superfight tra i lottatori delle due diverse organizzazioni.
L'ultimo evento della Strikeforce prima di venire incorporata nell'UFC avvenne il 12 gennaio 2013: inizialmente doveva chiamarsi Strikeforce: Champions in quanto avrebbe dovuto coinvolgere i quattro campioni ancora presenti nel roster della promozione, ovvero Luke Rockhold, Gilbert Melendez, Nate Marquardt e Daniel Cormier con i primi tre chiamati a difendere il loro titolo; invece Rockhold e Melendez diedero forfait per infortunio e l'evento venne rinominato Strikeforce: Marquardt vs. Saffiedine.
Già prima dell'annuncio di tale evento la campionessa dei pesi gallo Ronda Rousey firmò con l'UFC e le venne data la cintura di tale categoria di peso.
La Strikeforce è stata anche una delle principali organizzazioni mondiali di arti marziali miste femminili, ed è stata premiata con il riconoscimento Promotion of the Year ai 2009 Women's Mixed Martial Arts Awards.

## Regole

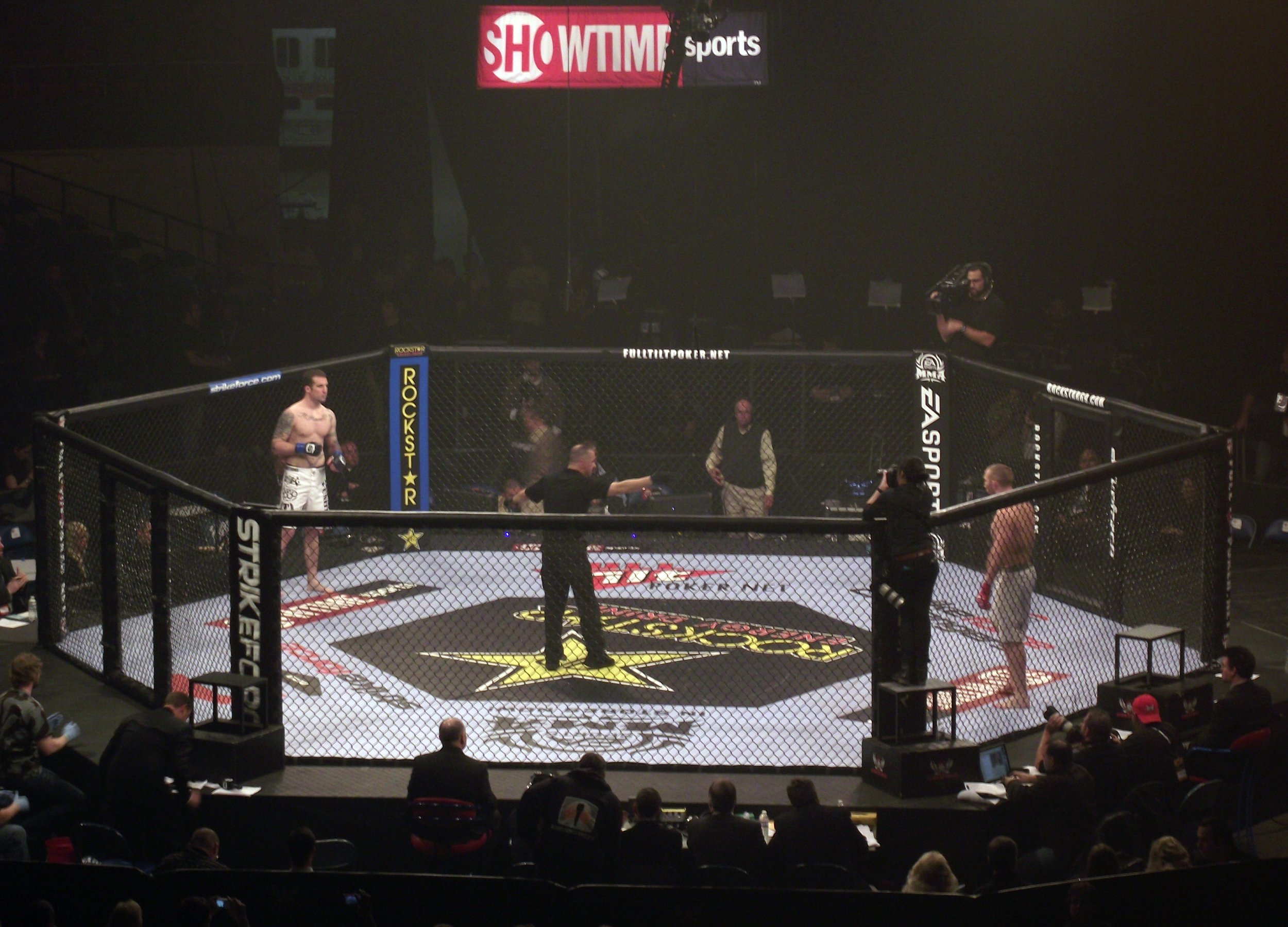
La caratteristica gabbia esagonale della Strikeforce

La Strikeforce utilizza le regole unificate delle arti marziali miste, creazione della commissione del Nevada.
Utilizza una caratteristica gabbia a forma esagonale.
Prima dell'acquisto da parte di Zuffa le gomitate al suolo non erano ammesse.

### Round
Gli incontri consistono di 3 round da 5 minuti, eccetto per gli incontri in cui vi è in palio un titolo, in questo caso i round sono 5. Tutti i round hanno un minuto di pausa tra loro.
Prima del giugno 2009, i round di tutte le donne in Strikeforce consistevano in tre round di tre minuti rispetto ai cinque minuti degli uomini. Tuttavia, il 16 giugno 2009, la Strikeforce ha annunciato di aver ricevuto un reclamo da parte delle commissioni atletiche degli stati della California e Washington, ove si chiedeva di fare cinque minuti per round anche per le donne.

### Classi di peso
Maschi
- Pesi Gallo: Dalle 125 lb alle 135 lb (Dai 57 kg ai 61 kg)
- Pesi Leggeri: Dalle 145 lb alle 155 lb (Dai 66 kg ai 70 kg)
- Pesi Welter: Dalle 155 lb alle 170 lb (Dai 70 kg ai 77 kg)
- Pesi Medi: Dalle 170 lb alle 185 lb (Dai 77 kg ai 84 kg)
- Pesi Mediomassimi: Dalle 185 lb alle 205 lb (Dai 84 kg ai 93 kg)
- Pesi Massimi: Dalle 205 lb alle 265 lb (Dai 93 kg ai 120 kg)

Femmine
- Pesi Gallo: Dalle 125 lb alle 135 lb (Dai 57 kg ai 61 kg)
- Pesi Piuma: Dalle 135 lb alle 145 lb (Dai 61 kg ai 66 kg)

## Campioni finali

### Detentori delle cinture
| Divisione            | Limite superiore di peso (in chili) | Campione            | Dal                 | Difese              |
| Campionati Maschili  | Campionati Maschili                 | Campionati Maschili | Campionati Maschili | Campionati Maschili |
| -------------------- | ----------------------------------- | ------------------- | ------------------- | ------------------- |
| Pesi Massimi         | 120                                 | Daniel Cormier      | 19 maggio 2012      | 0                   |
| Pesi Mediomassimi    | 93                                  | Dan Henderson       | 5 marzo 2011        | 0                   |
| Pesi Medi            | 84                                  | Luke Rockhold       | 10 settembre 2011   | 2                   |
| Pesi Welter          | 77                                  | Tarec Saffiedine    | 12 gennaio 2013     | 0                   |
| Pesi Leggeri         | 70                                  | Gilbert Melendez    | 11 aprile 2009      | 4                   |
| Campionati Femminili |                                     |                     |                     |                     |
| Pesi Piuma           | 66                                  | Cris Cyborg         | 15 agosto 2009      | 3                   |
| Pesi Gallo           | 61                                  | Ronda Rousey        | 3 marzo 2012        | 1                   |

### Finalisti dei tornei
| Anno/classe di peso       | Vincitore      | Finalista       | Evento                                        |
| ------------------------- | -------------- | --------------- | --------------------------------------------- |
| 2007 Pesi Medi            | Jorge Santiago | Trevor Prangley | Strikeforce: Four Men Enter, One Man Survives |
| 2010 Pesi Gallo Femminili | Miesha Tate    | Hitomi Akano    | Strikeforce Challengers: Riggs vs. Taylor     |
| 2012 Pesi Massimi         | Daniel Cormier | Josh Barnett    | Strikeforce: Barnett vs. Cormier              |

## Lottatori di rilievo
Campioni
- Daniel Cormier ultimo campione dei Pesi Massimi dal 2012 al 2013, vincitore del torneo Strikeforce Heavyweight Grand Prix del 2012
- Alistair Overeem primo campione dei Pesi Massimi dal 2007 al 2011
- Dan Henderson ultimo campione dei Pesi Mediomassimi nel 2011, contendente al titolo dei Pesi Medi nel 2010
- Rafael Cavalcante campione dei Pesi Mediomassimi dal 2010 al 2011
- Muhammed Lawal campione dei Pesi Mediomassimi nel 2010
- Gegard Mousasi campione dei Pesi Mediomassimi dal 2009 al 2010
- Renato Sobral campione dei Pesi Mediomassimi dal 2008 al 2009
- Bobby Southworth primo campione dei Pesi Mediomassimi dal 2006 al 2008
- Luke Rockhold ultimo campione dei Pesi Medi dal 2011 al 2013
- Ronaldo Souza campione dei Pesi Medi dal 2010 al 2011
- Jake Shields campione dei Pesi Medi dal 2009 al 2010
- Cung Le campione dei Pesi Medi dal 2008 al 2009
- Frank Shamrock primo campione dei Pesi Medi dal 2007 al 2008
- Tarec Saffiedine ultimo campione dei Pesi Welter nel 2013
- Nate Marquardt campione dei Pesi Welter dal 2012 al 2013
- Nick Diaz primo campione dei Pesi Welter dal 2010 al 2011
- Gilbert Melendez due volte campione dei Pesi Leggeri dal 2006 al 2008 e dal 2009 al 2013, campione ad interim nel 2009, campione finale
- Josh Thomson campione dei Pesi Leggeri dal 2008 al 2009, contendente nel 2006 e nel 2012
- Clay Guida primo campione dei Pesi Leggeri nel 2006
- Cris Cyborg unica campionessa dei Pesi Piuma dal 2009 al 2012
- Ronda Rousey ultima campionessa dei Pesi Gallo dal 2012 al 2013
- Miesha Tate campionessa dei Pesi Gallo dal 2011 al 2012, vincitrice del torneo dei Pesi Gallo del 2010
- Marloes Coenen campionessa dei Pesi Gallo dal 2010 al 2011, contendente al titolo dei Pesi Piuma nel 2010
- Sarah Kaufman prima campionessa dei Pesi Gallo nel 2010, contendente nel 2012
- Jorge Santiago vincitore del torneo Strikeforce Middleweight Grand Prix del 2007

Contendenti
- Brett Rogers contendente al titolo dei Pesi Massimi nel 2010
- Paul Buentello contendente al titolo dei Pesi Massimi nel 2007
- Anthony Ruiz contendente al titolo dei Pesi Mediomassimi nel 2008
- Vernon White contendente al titolo dei Pesi Mediomassimi nel 2006
- Tim Kennedy contendente al titolo dei Pesi Medi nel 2010 e nel 2012
- Keith Jardine contendente al titolo dei Pesi Medi nel 2012
- Robbie Lawler contendente al titolo dei Pesi Medi nel 2011
- Jason Miller contendente al titolo dei Pesi Medi nel 2009
- Phil Baroni contendente al titolo dei Pesi Medi nel 2007
- Tyron Woodley contendente al titolo dei Pesi Welter nel 2012
- Paul Daley contendente al titolo dei Pesi Welter nel 2011
- Evangelista Santos contendente al titolo dei Pesi Welter nel 2011
- K.J. Noons contendente al titolo dei Pesi Welter nel 2010
- Marius Žaromskis contendente al titolo dei Pesi Welter nel 2010
- Jorge Masvidal contendente al titolo dei Pesi Leggeri nel 2011
- Tatsuya Kawajiri contendente al titolo dei Pesi Leggeri nel 2011
- Shinya Aoki contendente al titolo dei Pesi Leggeri nel 2010
- Gabe Lemley contendente al titolo dei Pesi Leggeri nel 2008
- Mitsuhiro Ishida contendente al titolo dei Pesi Leggeri ad Interim nel 2009
- Rodrigo Damm contendente al titolo dei Pesi Leggeri ad Interim nel 2009
- Hiroko Yamanaka contendente al titolo dei Pesi Piuma nel 2011
- Jan Finney contendente al titolo dei Pesi Piuma nel 2010
- Gina Carano contendente al titolo dei Pesi Piuma nel 2009
- Liz Carmouche contendente al titolo dei Pesi Gallo nel 2011
- Roxanne Modafferi contendente al titolo dei Pesi Gallo nel 2010
- Takayo Hashi contendente al titolo dei Pesi Gallo nel 2010
- Josh Barnett finalista del torneo Strikeforce Heavyweight Grand Prix del 2012
- Hitomi Akano finalista del torneo dei Pesi Gallo del 2010
- Trevor Prangley finalista del torneo Strikeforce Middleweight Grand Prix del 2007

Altri lottatori
- Fedor Emelianenko
- Andrei Arlovski
- Cain Velasquez
- Kevin Randleman
- Maurice Smith
- Fabrício Werdum
- Nate Diaz
- Antônio Silva
- Jeff Monson
- Michael Chandler
- Zoila Frausto Gurgel
- Michelle Waterson
- Melvin Manhoef
- Pat Healy

- Lorenz Larkin
- Matt Lindland
- Kazuo Misaki
- Alexis Davis
- Nam Phan
- Daniel Puder
- Herschel Walker
- Chris Cariaso
- Ovince St. Preux
- Yoel Romero
- Bobby Green
- Sergei Kharitonov
- Vítor Belfort
- Jordan Mein

## In altri media

### Videogiochi
- EA Sports MMA è uscito nel 2010 con il roster completo di combattenti Strikeforce.